# Davide Boifava
Davide Boifava (Nuvolento, 14 november 1946) is een voormalig Italiaans wielrenner. Hij was beroepsrenner tussen 1969 en 1978 en werd later ploegleider, onder andere bij de Carreraploeg waarvoor bekende renners als Claudio Chiappucci, Guido Bontempi en Stephen Roche uitkwamen. In 1989 richtte hij samen met zijn broer Francesco en met ontwerper Luciano Bracchi het fietsenmerk Carrera-Podium op, waarvan hij CEO werd. Onder meer het profteam Accent-Wanty rijdt in het seizoen 2013 op Carrerafietsen.

## Belangrijkste overwinningen
1969
- Nationaal kampioen achtervolging
- Eindklassement Ronde van Luxemburg

1970
- Puntenklassement Ronde van Romandië
- Ronde van Romagna

1972
- Trofeo Matteotti

1973
- Nationaal kampioen achtervolging

## Resultaten in voornaamste wedstrijden
| Jaar | Ronde van Italië | Ronde van Frankrijk | Ronde van Spanje |
| ---- | ---------------- | ------------------- | ---------------- |
| 1969 | 15e (1)          |                     |                  |
| 1970 |                  | opgave              |                  |
| 1971 | 26e (1)          | opgave              |                  |
| 1972 | opgave           |                     |                  |
| 1973 | 58e              |                     |                  |
| 1975 | 11e              |                     |                  |
| 1976 | 47e              |                     |                  |
| 1978 | 74e              |                     |                  |

| Jaar | Milaan-San Remo | Gent-Wevelgem | Luik-Bast.‑Luik | Ronde van Lombardije |  | WK op de weg |
| ---- | --------------- | ------------- | --------------- | -------------------- |  | ------------ |
| 1969 | 64e             |               |                 | 18e                  |  | 16e          |
| 1970 | 92e             | 17e           |                 |                      |  |              |
| 1971 |                 |               |                 | 18e                  |  |              |
| 1972 | 41e             |               |                 |                      |  | 37e          |
| 1973 | 38e             |               | 52e             |                      |  |              |
| 1975 | 87e             |               |                 |                      |  |              |
| 1976 |                 |               |                 |                      |  |              |
| 1978 | 142e            |               |                 |                      |  |              |